# Podvrh, Gorenja vas - Poljane
Podvrh je naselje v Občini Gorenja vas - Poljane.